# Snake Eyes (G.I. Joe)
Pour les articles homonymes, voir Snake Eyes.
Snake Eyes est un personnage fictif du G.I. Joe : Héros sans frontières, bandes dessinées et séries animées. 
Il est l'un des membres originaux et les plus populaires du G.I. Joe Team, et est surtout connu pour ses relations avec Scarlett et Storm Shadow. Snake Eyes est l'un des personnages les plus importants du G.I. Joe: A Real American Hero, apparue dans toutes les séries de la franchise depuis sa création. Il est interprété par Ray Park dans le film d'action en direct de 2009 G.I. Joe : Le Réveil du Cobra et de 2013 G.I. Joe : Conspiration. Henry Golding incarne le personnage dans le film Snake Eyes (2021).

## Biographie
Snakes Eyes est un personnage mystérieux évoluant dans l'univers de G.I Joe. Son identité demeure inconnue à ce jour. Il possède des aptitudes de combat vraiment incroyables. Il est souvent accompagné d'un loup blanc.